# Šušnjar
Šušnjar (cyr. Шушњар) – wieś w Serbii, w mieście Belgrad, w gminie miejskiej Lazarevac. W 2011 roku liczyła 439 mieszkańców.